# Lisanne de Witte
Lisanne de Witte (* 10. September 1992 in Vlaardingen) ist eine niederländische Sprinterin, die sich auf den 400-Meter-Lauf spezialisiert hat. Mit der niederländischen 4-mal-400-Meter-Staffel wurde sie 2023 Weltmeisterin sowie 2022 und 2024 Europameisterin sowie 2024 Hallenweltmeisterin.

## Sportliche Laufbahn

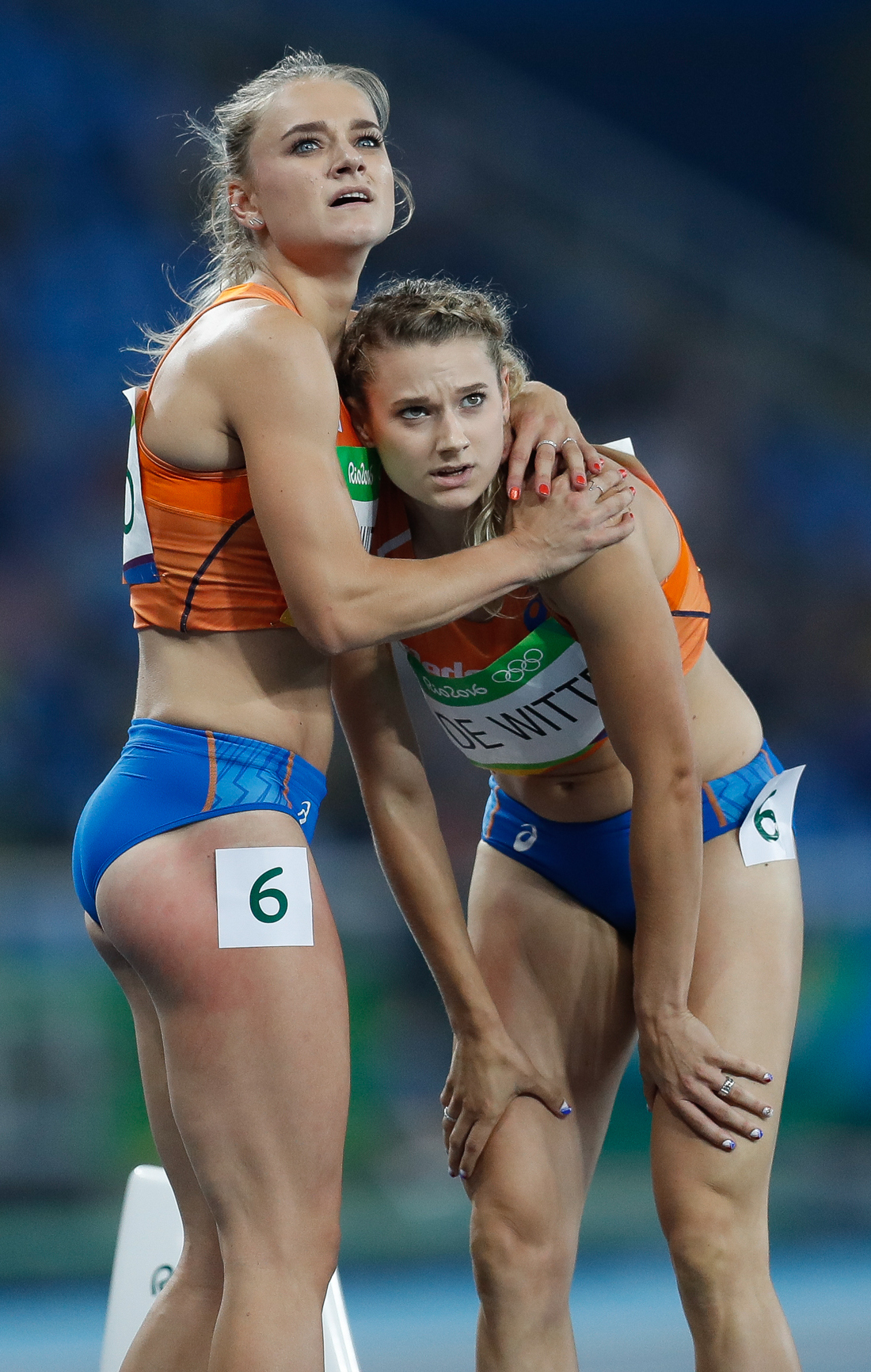
Die Schwestern Lisanne und Laura de Witte bei den Olympischen Sommerspielen 2016 in Rio de Janeiro

Erste internationale Erfahrungen sammelte Lisanne de Witte 2009 beim Europäischen Olympischen Jugendfestival in Tampere, bei dem sie mit 57,43 s in der ersten Runde ausschied. 2011 nahm sie mit der niederländischen 4-mal-400-Meter-Staffel an den Junioreneuropameisterschaften in Tallinn teil und belegten dort mit neuem U23-Rekord von 3:37,44 min den vierten Platz. Bei den U23-Europameisterschaften 2013 in Tampere gelangte sie im Einzelbewerb über 400 Meter bis in das Finale und belegte dort in 53,97 s den achten Platz. Im Jahr darauf nahm sie an den Hallenweltmeisterschaften in Sopot teil und hätte sich als Dritte des Halbfinales für das Endrennen qualifiziert, jedoch legte die amerikanische Mannschaft Protest ein, da eine ihrer Athletinnen blockiert worden sein soll. Dem Protest wurde dann stattgegeben.
2016 qualifizierte sich de Witte über 400 Meter für die Europameisterschaften in ihrer Heimat Amsterdam und erreichte dort das Halbfinale, in dem sie mit 52,37 s ausschied. Zudem belegte sie Staffel mit 3:29,23 min im Finale den siebten Platz. Mit dieser Staffel qualifizierte sie sich auch für die Olympischen Spiele in Rio de Janeiro. Dort schied sie zwar in der Vorrunde aus, stellte jedoch mit 3:26,98 min einen neuen niederländischen Rekord auf. Im Jahr darauf erreichte sie bei den Halleneuropameisterschaften in Belgrad das Halbfinale und schied dort mit 54,81 s im Halbfinale aus. Im August folgte bei den Weltmeisterschaften in London das Aus in der Vorrunde, in der sie die Stadionrunde in 52,48 s absolvierte. Auch mit der Staffel konnte sie sich nicht für das Finale qualifizieren. 2018 gewann sie bei den Europameisterschaften in Berlin mit neuem niederländischen Rekord von 50,77 s die Bronzemedaille hinter der Polin Justyna Święty-Ersetic und Maria Belimbasaki aus Griechenland. Anschließend belegte sie beim Continental-Cup in Ostrava in 51,41 s den vierten Platz und wurde mit der Europastaffel disqualifiziert. Im Jahr darauf gewann sie bei den Halleneuropameisterschaften in Glasgow in 52,34 s die Bronzemedaille hinter der Schweizerin Léa Sprunger und Cynthia Bolingo Mbongo aus Belgien. Ende September gelangte sie bei den Weltmeisterschaften in Doha bis in das Halbfinale, in dem sie mit 51,41 s ausschied. Zudem klassierte sie sich mit der Staffel mit 3:27,89 min im Finale auf dem siebten Platz. Zuvor siegte sie mit der Staffel bei den World Relays in Yokohama mit 3:29,03 min im B-Finale. 2021 schied sie bei den Halleneuropameisterschaften in Toruń über 400 Meter mit 53,10 s aus, siegte aber mit der 4-mal-400-Meter-Staffel mit neuem Meisterschafts- und Landesrekord von 3:27,15 min. Anfang Mai wurde sie dann bei den World Athletics Relays im polnischen Chorzów in 3:30,12 min Vierte mit der 4-mal-400-Meter-Staffel. Im August erreichte sie bei den Olympischen Spielen in Tokio das Halbfinale über 400 Meter, in dem sie mit 52,09 s ausschied. Zudem belegte sie mit der Frauenstaffel in 3:23,74 min den sechsten Platz und stellte damit einen neuen Landesrekord auf und der Mixed-Staffel verhalf sie zum Finaleinzug.
2022 startete sie mit der 4-mal-400-Meter-Staffel bei den Hallenweltmeisterschaften in Belgrad und gewann dort in 3:28,57 min gemeinsam mit Lieke Klaver, Eveline Saalberg und Femke Bol die Silbermedaille hinter der jamaikanischen Mannschaft. Im August siegte sie bei den Europameisterschaften in München in 3:20,87 min gemeinsam mit Saalberg, Klaver und Bol. Im Jahr darauf schied sie bei den Halleneuropameisterschaften in Istanbul mit 53,61 s in der ersten Runde über 400 Meter aus. Im August kam sie bei den Weltmeisterschaften im Vorlauf der 4-mal-400-Meter-Staffel zum Einsatz und trug damit zum Gewinn der Goldmedaille durch die niederländische Mannschaft bei. 2024 siegte sie mit der Staffel in 3:25,07 min gemeinsam mit Like Klaver, Cathelijn Peeters und Femke Bol bei den Hallenweltmeisterschaften in Glasgow. Im Mai wurde sie bei den World Athletics Relays auf den Bahamas in 3:27,45 min Erste im B-Lauf in der 2. Qualifikationsrunde über 4-mal 400 Meter für die Olympischen Spiele in Paris und sicherte damit dem niederländischen Team einen Startplatz. Im Juni verteidigte sie bei den Europameisterschaften in Rom in 3:22,39 min gemeinsam mit Klaver, Peeters und Bol ihren Titel im Staffelbewerb. Anschließend gewann sie bei den Olympischen Sommerspielen in Paris mit der Staffel in 3:19,50 min in derselben Besetzung wie in Rom die Silbermedaille hinter dem US-amerikanischen Team.
In den Jahren von 2015 bis 2017 sowie 2019, 2021 und 2024 wurde de Witte niederländische Meisterin im 400-Meter-Lauf im Freien sowie 2016 auch in der Halle. Zudem siegte sie 2019 bei den Hallenmeisterschaften im 200-Meter-Lauf.

## Persönliches
Ihre Schwester Laura de Witte ist ebenfalls als Sprinterin aktiv.

## Persönliche Bestleistungen
- 200 Meter: 24,59 s (+0,5 m/s), 30. Juni 2013 in Lier
  - 200 Meter (Halle): 23,67 s, 17. Februar 2019 in Apeldoorn
- 400 Meter: 50,77 s, 11. August 2018 in Berlin
  - 400 Meter (Halle): 51,90 s, 8. Februar 2020 in Toruń